# Verónica Zavala
Verónica Elizabeth Zavala Lombardi (20 de febrero de 1967) es una abogada, administradora y política peruana. Fue Ministra de Transportes y Comunicaciones, del 28 de julio de 2006 al 29 de noviembre de 2008 durante el segundo gobierno de Alan García.

## Biografía
Nació en Tacna en 1967, es hija de José Zavala Rey de Castro y Carlota Lombardi. Es hermana del economista y ex primer ministro, Fernando Zavala Lombardi. 
Realizó estudios en Colegio Santa Úrsula y en la Facultad de Derecho de la Pontificia Universidad Católica del Perú, dónde obtuvo el grado de bachiller (1990). Durante su estadía en dicha universidad, fue directora y editora de la revista Thémis. Posteriormente, obtuvo una maestría en Administración Pública en la John F. Kennedy School of Government de la Universidad de Harvard (1995). 
A inicios de los 90, trabajó para la consultora APOYO impulsando los procesos de privatización que promovía el gobierno y fue coordinadora de Semana Económica. Desde 1995 participó como miembro de diversos comités de INDECOPI y se desempeñó como consultora privada de asuntos legales en diversos procesos con entidades gubernamentales. 
Trabajó en el Instituto de Libertad y Democracia (ILD) desarrollando proyectos en Guatemala, México y Tanzania.

## Actividad pública
En 1996, ocupó una secretaría técnica en la Presidencia del Consejo de Ministros y, en 1998, fue gerente de desarrollo (1998-1999) y luego directora ejecutiva (1999-2000) del Fondo Nacional de Financiamiento de la Actividad Empresarial del Estado (FONAFE)
De 2001 a 2002, se desempeñó como Secretaria de Gestión Pública de la Presidencia del Consejo de Ministros del Perú. Regresó al cargo 2005 y permaneció hasta el 2006. 

### Ministra de Transportes y Comunicaciones
En julio de 2006 fue nombrada como Ministra de Transportes y Comunicaciones por el presidente Alan García. Como titular del Ministerio de Transportes y Comunicaciones (MTC), Verónica Zavala Lombardi, tomó la decisión de asignar el INICTEL a la Universidad Nacional de Ingeniería (UNI) mediante la figura de "fusión por absorción", transfiriendo sus funciones básicas a la Universidad Nacional de Ingeniería, manteniendo el INICTEL sus capacidades operativas, de gestión y presupuestales como una unidad ejecutora de la UNI. Permaneció en la cartera ministerial hasta octubre de 2008.

### Actividad internacional
A finales de 2008, ingresó al Banco Interamericano de Desarrollo como directora ejecutiva para Perú y Colombia.
En 2010, pasó al Banco Mundial como gerente para Latinoamérica encargándose de impulsar programas de reforma y desarrollo para el sector público. 
En 2011, regresó al Banco Interamericano de Desarrollo. Desde entonces, ha ocupado sucesivamente los cargos de gerente general del Grupo andino (2011-2013), representante para México (2015-2017) y gerente para Centroamérica, México, Haití, Panamá y República Dominicana (2018-) y representante para Panamá (2018-).
Zavala Lombardi fue profesora de la Universidad Peruana de Ciencias Aplicadas, de la Pontificia Universidad Católica del Perú y de la Universidad San Martín de Porres.

## Vida personal
Zavala es feminista y lesbiana. En 2014 se casó con su novia en Estados Unidos.
| Predecesor: José Ortiz Rivera | Ministra de Transportes y Comunicaciones del Perú 28 de julio de 2006 - 29 de noviembre de 2008 | Sucesor: Enrique Cornejo Ramírez |
| Predecesor: Mercedes Aráoz    | Representante del Banco Interamericano de Desarrollo en México 2015 - 2017                      | Sucesor: Tomás Bermúdez          |